# Franciszek Ślusarczyk

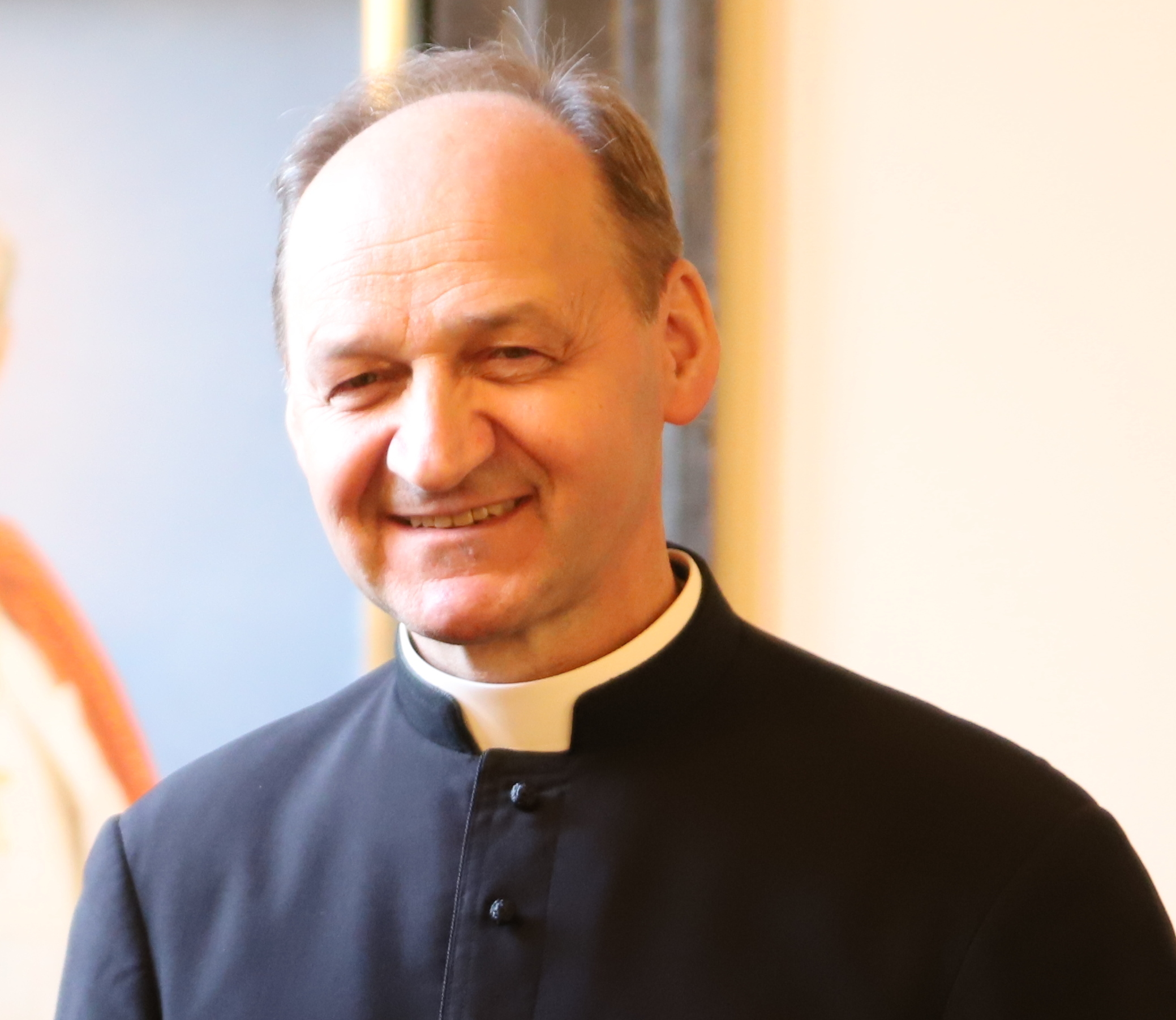
Franciszek Ślusarczyk, 2018

Franciszek Ślusarczyk (* 26. Juli 1958 in Dobczyce) ist ein polnischer römisch-katholischer Geistlicher. Im Dezember 2018 wurde er zum Weihbischof in Krakau ernannt, trat aber wenig später von diesem Amt zurück.

## Leben
Franciszek Ślusarczyk empfing am 20. Mai 1984 das Sakrament der Priesterweihe für das Erzbistum Krakau.
Nach Kaplansjahren in Żywiec-Zabłocie und Wieliczka war er von 1990 bis 1997 Präfekt und anschließend bis 2002 Subregens am Priesterseminar in Krakau. 1997 wurde er zum Dr. theol. promoviert; seither lehrte er als Gastprofessor Homiletik an der Päpstlichen Akademie für Theologie Krakau. Von 2002 bis 2014 war er Vizerektor für seelsorgliche Angelegenheiten am Sanktuarium der Barmherzigkeit Gottes in Krakau-Łagiewniki und anschließend Rector ecclesiae und Kustos dieses Heiligtums. Außerdem war er Mitglied und Sekretär des Priesterrates des Erzbistums.
Papst Franziskus ernannte ihn am 3. Dezember 2018 zum Titularbischof von Cillium und zum Weihbischof in Krakau. Am 12. Dezember 2018 nahm der Papst seinen Verzicht auf das Amt an. Gründe für den Rücktritt vor der Bischofsweihe wurden nicht genannt. Das Erzbistum betonte lediglich die Wertschätzung für Ślusarczyk, es gebe aber schwerwiegende Gründe für dessen Entscheidung, das Amt nicht anzutreten.
Im Sommer 2019 wurde er zum Pfarrer der Pfarrei Maria, Mutter der Kirche im Krakauer Stadtteil Prądnik Biały ernannt.